# Димо Матев
Димо Христов Матев известен и като Димо Кучаров, тъй като родовото им име в Сопот е Кучарови, е роден на 23 април 1866 г. в гр. Сопот в семейството на пощенския куриер Христо Матев Кучара. Бащата на Димо-Христо бил бързоходец, който можел за 10 часа да отиде и се върне от Сопот до Троян през Стара планина, а до Пловдив, който отстои на 50 км, Христо ходил и се връщал за 12 часа, оттам получил и прозвището Кучара – т.е. бърз като куче-хрътка. Димо след като завършил Сопотското класно училище с отличие, заминава за София и постъпва във Военното училище, където се изявявал като отличен математик и краснописец. Много обичал да пее народни песни. Завършвайки Военното училище Димо Матев е изпратен на служба в 23 Шипченски пехотен полк в Казанлък, а след това в Карлово. Вече като майор Матев е преместен в Хасково като командир на гарнизона. Оттук той започва Балканската война, по време на която става три пъти носител на Ордена за храброст. От войниците си бил наричан „Зеления офицер“. Димо Матев е герой от атаката на Одрин – лично той повежда нощната атака на Родопци от 53-ти полк на 13 март 1913 г. (ст.ст.) срещу форта Айджи йолу на Одринската крепост и в 1 часа и 50 минути развяват българския трицвет над форта и подават сигнал, че той вече е в наши ръце. По време на Балканските войни е произведен в чин подполковник, а по време на Първата световна война е произведен полковник, и след приключването и е командир на 9-и конен полк в Пловдив, където се и пенсионира. Умира през 1947 г. в гр. Пловдив.
- Дървинговъ, П. История на Македоно-одринското опълчевние. Т. I. Животътъ и дѣйствията на опълчението въ войната съ Турция.   София, Държавна печатница, 1919.
- Дървинговъ, П. История на Македоно-одринското опълчевние. Т. II. Животътъ и действията на опълчението въ войната съ съюзницитѣ презъ 1913 г.   София, Печатница „Новъ животъ“, 1925.